# 伝国璽

「受命於天，既寿永昌」

伝国璽（でんこくじ）は、中国の歴代王朝および皇帝に代々受け継がれてきた玉璽（皇帝用の印）のこと。

## 概要
秦の始皇帝より以前は、周王朝37代にわたって保持されてきた九鼎が帝権の象徴であり、それを持つ者が、すなわち天子とされた。
周が秦に滅ぼされた時に、秦は九鼎を持ち帰ろうとしたが、混乱の最中に泗水の底に沈んで失われたという。秦朝は新たに玉璽を刻し、これを帝権の象徴とした。
祭器である鼎から、公文書の決裁印（官印）である印璽への権威材の交代は、国権の基盤が祭礼から法・行政機構へと移行したことを示すものであり、春秋時代末期に起こった中国の社会構造の大転換を象徴するものと言える。

## 由来
始皇帝の時代に霊鳥の巣が見つかり、そこに宝玉があった。これを瑞兆とした始皇帝は、李斯に命じて「受命于天既壽永昌」と刻ませ、形を整え、皇帝専用の璽としたという。なお、銘は「受命于天既壽且康」であったとする書（『漢官儀』後漢末）もある。永昌とするのは『呉書』（韋昭。陳寿の『呉書』と別のもの）など。

## 歴代王朝へ
秦の滅亡後は前漢に渡ったが、王莽の簒奪により新に移った。王莽が敗亡すると李松が更始帝（劉玄）に献上し、次いで更始帝が赤眉軍に降伏した事に伴って玉璽もまた赤眉軍の皇帝劉盆子に移ったが、やがて光武帝（劉秀）が赤眉軍を降して天下を統一し、伝国璽を収めた。
その後は後漢の皇帝に代々引き継がれたが、献帝の時代に董卓が乱を起こした事により、玉璽は失われた。その後の動向は諸説あるが、徐璆は袁術の持っていた伝国璽を見つけ、許昌にいる献帝に返上した。
やがて魏から西晋へ渡り、永嘉の乱により前趙に渡った。前趙が滅ぶと後趙に移り、さらに冉閔の乱により冉魏に移った。前燕が冉魏の首都鄴を包囲すると、冉魏の大将軍蒋幹は東晋へ伝国璽を送って救援を要請した。これにより伝国璽は東晋に移り、その後は南朝六国に代々伝えられた。
その後は、隋、唐と受け継がれるが、五代十国時代の946年に後晋の出帝が遼の太宗に捕らえられた時に紛失した。以後は行方不明となっており、後世の歴代王朝は漢代の玉璽を真似て作った（作られた）、模造品を本物の伝国璽として使用した。
1294年4月、皇太子を立てないままフビライ・ハンが崩御していた元で、ジャライル国王家シディの家から「受天之命、既壽永昌」と刻まれた玉璽が突如「発見」された。監察御史の楊桓がこれを解読して失われた伝国璽であると結論づけ、御史中丞の崔彧がココジン・カトンに献上し、さらにココジン・カトンは諸大臣の要請に従ってこれをテムルに授け、テムルはクリルタイで新たなカアンに選出されたというが、皇位継承を巡って混乱が起きている時期に伝国璽が「発見」されるというのは不自然極まりなく、偽物であるとされる（ハスボー・タムガ）。また、実際の文字はモンゴル語であったと言う説もある。
その玉璽は、北元が後金に降伏した（ハルハ部のみ服従せず）際に太宗ホンタイジに献上された。玉璽を手に入れたことを機に、満州族・漢族・モンゴル族の三族から推戴を受け、ホンタイジは中華皇帝となり、国号を大清国（daicing gurun）とし大陸制覇を目指して明と対峙する。
なお、現在この玉璽は台湾・台北の故宮博物院で展示されている。

## 逸話
『漢書元后伝』によると前漢末期、王莽が帝位を簒奪しようと、当時太皇太后としてこの玉璽を保管していた伯母の王政君（孝元太皇太后）に玉璽を自分に引き渡すように求めるべく使者を送った際、これに激怒した王政君は王莽を「（漢の皇帝の引き立てで今の自分達があるのを忘れた）恩知らず」と散々に罵り、使者に向けて伝国璽を投げつけた。故に伝国璽はつまみの部分にあたる龍の角の部分が欠けてしまい、後に金でその部分を補修したといわれる。それが本物の伝国璽である証拠だと伝えられているが、定かではない。なお、後漢末期に曹丕が献帝に対し禅譲を迫った際に、献帝の皇后で曹丕の妹の曹節が同じように使者を罵り伝国璽を投げつけたという似たような逸話が『後漢書曹皇后紀』にも記載されている。

## 失われた伝国璽
後漢末期、呉の孫堅が董卓討伐の時、戦で焼け野原となった洛陽の古井戸の底から伝国璽を拾ったという（『三国志』『孫堅伝』の注にある『呉書』による）。その後、袁術が皇帝を僭称する際、孫堅の妻呉夫人を拘留して伝国璽を奪ったという（『三国志』『孫堅伝』の注にある『山陽公載記』による）。ただ、『三国志』「孫堅伝」の注で裴松之は、孫堅は忠義の士なので玉璽を秘匿するはずがないと述べている。『三国志演義』においても、孫堅は洛陽にて伝国の玉璽を手に入れたエピソードは載せられており、孫堅の死後に長子の孫策は伝国の玉璽を袁術に渡して独立のための兵を借り受け、後に袁術は伝国の玉璽を得たゆえに皇帝を僭称したことになっている。